# Gonsans
Gonsans és un municipi francès situat al departament del Doubs i a la regió de Borgonya - Franc Comtat. L'any 2007 tenia 504 habitants.

## Demografia

### Població
El 2007 la població de fet de Gonsans era de 504 persones. Hi havia 194 famílies de les quals 40 eren unipersonals (12 homes vivint sols i 28 dones vivint soles), 67 parelles sense fills, 83 parelles amb fills i 4 famílies monoparentals amb fills.
La població ha evolucionat segons el següent gràfic:
Habitants censats

### Habitatges
El 2007 hi havia 223 habitatges, 192 eren l'habitatge principal de la família, 16 eren segones residències i 16 estaven desocupats. 186 eren cases i 35 eren apartaments. Dels 192 habitatges principals, 147 estaven ocupats pels seus propietaris, 42 estaven llogats i ocupats pels llogaters i 2 estaven cedits a títol gratuït; 6 tenien dues cambres, 24 en tenien tres, 38 en tenien quatre i 124 en tenien cinc o més. 166 habitatges disposaven pel capbaix d'una plaça de pàrquing. A 85 habitatges hi havia un automòbil i a 96 n'hi havia dos o més.

### Piràmide de població
La piràmide de població per edats i sexe el 2009 era:
| Homes | Edats   | Dones |
| ----- | ------- | ----- |
| 0     | 95 o +  | 0     |
| 0     | 90 a 94 | 0     |
| 4     | 85 a 89 | 0     |
| 0     | 80 a 84 | 0     |
| 8     | 75 a 79 | 16    |
| 12    | 70 a 74 | 12    |
| 8     | 65 a 69 | 8     |
| 4     | 60 a 64 | 16    |
| 0     | 55 a 59 | 12    |
| 16    | 50 a 54 | 4     |
| 20    | 45 a 49 | 28    |
| 16    | 40 a 44 | 16    |
| 12    | 35 a 39 | 8     |
| 20    | 30 a 34 | 16    |
| 12    | 25 a 29 | 8     |
| 20    | 20 a 24 | 12    |
| 20    | 15 a 19 | 16    |
| 16    | 10 a 14 | 20    |
| 20    | 5 a 9   | 8     |
| 16    | 0 a 4   | 4     |

## Economia
El 2007 la població en edat de treballar era de 322 persones, 255 eren actives i 67 eren inactives. De les 255 persones actives 245 estaven ocupades (132 homes i 113 dones) i 10 estaven aturades (1 home i 9 dones). De les 67 persones inactives 28 estaven jubilades, 25 estaven estudiant i 14 estaven classificades com a «altres inactius».

### Ingressos
El 2009 a Gonsans hi havia 202 unitats fiscals que integraven 531 persones, la mediana anual d'ingressos fiscals per persona era de 17.615 €.

### Activitats econòmiques
Dels 21 establiments que hi havia el 2007, 1 era d'una empresa extractiva, 1 d'una empresa alimentària, 1 d'una empresa de fabricació d'altres productes industrials, 7 d'empreses de construcció, 3 d'empreses de comerç i reparació d'automòbils, 1 d'una empresa de transport, 3 d'empreses immobiliàries, 2 d'empreses de serveis, 1 d'una entitat de l'administració pública i 1 d'una empresa classificada com a «altres activitats de serveis».
Dels 7 establiments de servei als particulars que hi havia el 2009, 1 era un taller de reparació d'automòbils i de material agrícola, 1 paleta, 1 lampisteria, 1 electricista, 1 perruqueria i 2 agències immobiliàries.
Dels 2 establiments comercials que hi havia el 2009, 1 era una botiga de menys de 120 m² i 1 una perfumeria.
L'any 2000 a Gonsans hi havia 13 explotacions agrícoles que ocupaven un total de 644 hectàrees.

## Equipaments sanitaris i escolars
El 2009 hi havia una escola elemental.

## Poblacions més properes
El següent diagrama mostra les poblacions més properes.